# Val di Riva
La Val di Riva (Reintal in tedesco) è una valle italiana lunga circa 15 chilometri situata in Alto Adige. Partendo dal passo Gola, la valle giunge fino a Campo Tures.

## Geografia
La Val di Riva è definita dal corso del torrente Riva (Reinbach), affluente del torrente Aurino. La valle comincia dalle pendici Monte della Cima di Forca delle Vedrette di Ries. La valle tocca alcune località del comune di Campo Tures: Malga dei Dossi (Knutten-Alm) a 1925 metri d'altitudine, Cascate (Reinbach-Wasserfälle), Acereto (Ahornach), Riva di Tures (Rein in Taufers) a 1595 metri d'altitudine, Winkel-Cantuccio. La valle è attraversata dalla strada di interesse locale chiamata Via Riva di Tures (Rein in Taufers-Straße) che dura 15 chilometri da Via Wiesenhof di Campo Tures a Via Jagdhaus della località austriaca Oberseebach.

### Collocazione nella Classificazione delle Alpi Orientali secondo il Club Alpino
La Valle di Riva si colloca, secondo la Alpenvereinseinteilung der Ostalpen (ovvero la "Classificazione delle Alpi Orientali secondo il Club Alpino), del 1982, nel settore delle Alpi Centro-orientali (II, nonché 2º Settore alpino), al confine tra il Gruppo del Venediger (II/36, nonché 36º Gruppo alpino) e il gruppo delle Vedrette di Ries (II/37, nonché 37º Gruppo alpino).

### Collocazione nella Partizione delle Alpi
La Valle di Riva si colloca, secondo la Partizione delle Alpi del 1926, nella Grande parte delle Alpi Orientali (III, nonché 3ª Grande parte alpina), nella Sezione delle Alpi Noriche (III/17, nonché 17ª Sezione alpina), nel Gruppo delle Alti Tauri (III/17.c, nonché 3º Gruppo della Sezione delle Alpi della Zillertal).

### Collocazione nella Suddivisione Orografica Internazionale Unificata del Sistema Alpino
La Valle di Riva si colloca, secondo la Suddivisione Orografica Internazionale Unificata del Sistema Alpino del 2005, nella Grande parte (PT) delle Alpi Orientali (II, nonché 2ª Grande parte alpina), nel Grande settore (SR) delle Alpi Centro-orientali (II/A, nonché 1º Grande settore della Grande parte delle Alpi Orientali), nella Sezione delle Alpi dei Tauri occidentali (II/A-17, nonché 17ª Sezione alpina), nella Sottosezione (STS) delle Alpi Pusteresi (II/A-17.III, nonché 69ª Sottosezione alpina), nel Supergruppo (SPG) della Catena delle Vedrette di Ries (II/A-17.III-A, nonché 169º Supergruppo alpino), nel Gruppo del Gruppo delle Vedrette di Ries (II/A-17.III-A.1, nonché 1º Gruppo della Sottosezione delle Alpi della Zillertal), nel Sottogruppo (STG) della Costiera delle Vedrette di Ries della Selva dei Mulini (II/A-17.III-A.1.b, nonché 2º Sottogruppo del Gruppo delle Vedrette di Ries).